# Яцевичі
Яцевичі (Яцевіче, пол. Jacewicze) — село в Польщі, у гміні Більськ-Підляський Більського повіту Підляського воєводства. Населення — 28 осіб (2011).

## Історія
Вперше згадується у 1576 році. Колишня осада королівських млинарів Яцевичів. У 1975—1998 роках село належало до Білостоцького воєводства.

## Демографія
Демографічна структура станом на 31 березня 2011 року:
|          | Загалом | Допрацездатний вік | Працездатний вік | Постпрацездатний вік |
| -------- | ------- | ------------------ | ---------------- | -------------------- |
| Чоловіки | 12      | 1                  | 1                | 10                   |
| Жінки    | 16      | 0                  | 3                | 13                   |
| Разом    | 28      | 1                  | 4                | 23                   |

На кінець 1990-х років у селі було 30 домів та близько 130 осіб.